# Centro de exterminio nazi de Grafeneck

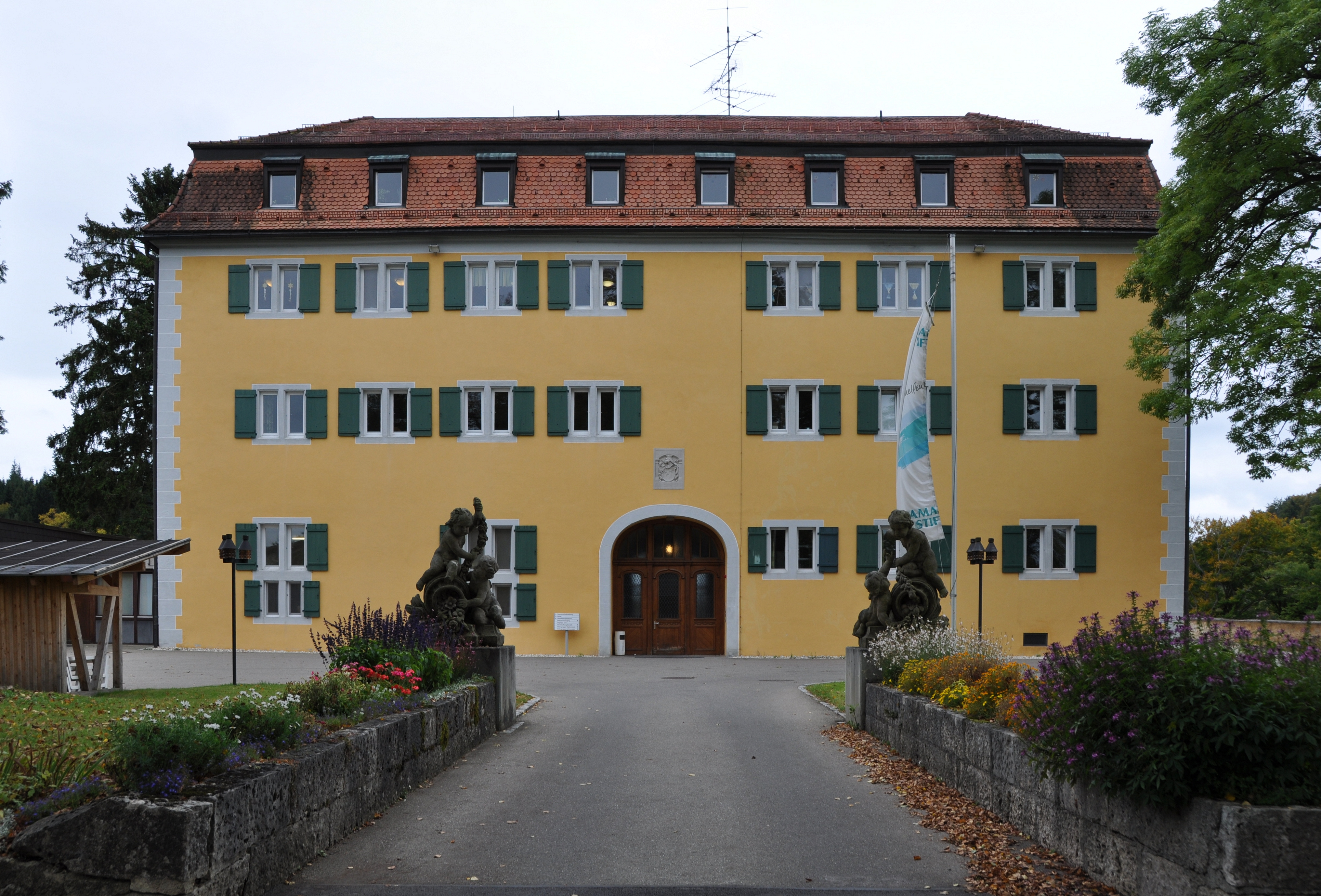
Vista frontal del castillo de Grafeneck (2010)

El centro de exterminio nazi de Grafeneck estaba ubicado en Gomadingen (distrito de Reutlingen, Baden-Württemberg). Fue uno centros de exterminio de discapacitados psíquicos y físicos del programa nazi Aktion T4. Funcionó desde enero a diciembre de 1940 y durante ese tiempo fueron asesinadas 10.654 personas discapacitadas de Baviera, Baden y Württemberg.

## Historia
El instituto fue originalmente un hospital para discapacitados dirigido por una congregación médica protestante, «la fundación de los Samaritanos». Fue requisado en octubre de 1939 por Herbert Linden y Viktor Brack, director del programa Aktion T4, después de haberlo inspeccionado. Tras las obras de remodelación ante sus nuevas funciones y la llegada a mediados de enero de 1940 de toda la plantilla, se inicia el proceso de matanza de discapacitados con la arribada de las primeras víctimas. Se le atribuye la letra A como lenguaje codificado en informes escritos y comunicaciones telefónicas. Funcionó desde enero de 1940 hasta diciembre de 1940. El personal incluía a los médicos Horst Schumann, Ernst Baumhard, Günther Hennecke, el subdirector de la administración Hans-Heinz Schütt, que en 1942 fue destinado al campo de exterminio de Sobibor, Kurt Franz (último comandante del campo de exterminio de Treblinka), August-Wilhelm Miete, Josef Oberhauser y Christian Wirth (futuro inspector de los campos de exterminio nazis).
Las instalaciones de gaseado se encontraban a unos 300 metros del castillo. Una cabaña de madera servía como área de recepción y cerca de ella se encontraba la cámara de gas, construida sobre un viejo garaje y disfrazada como un falso cuarto de ducha. Su capacidad al principio era de 50 a 60 víctimas y luego aumentó a 75 víctimas. En una habitación adyacente, se encontraba el sistema de gasificación con cilindros de gas equipados con sus válvulas. Un crematorio con dos hornos crematorios móviles se encontraba en otro barracón a cierta distancia. El conjunto estaba rodeado por alambre de púas y una valla de madera de 4,50 metros de altura. 
La cámara de gas había sido ideada Albert Widmann. Se trataba de una cámara hermética con las paredes cubiertas de azulejos para que pareciera una ducha, lo que se esperaba que facilitaría que los pacientes entraran allí sin miedo. El gas salía por unos agujeros y la cámara estaba cerrada por una puerta hermética con una ventanilla de cristal para ver lo que sucedía en su interior. Se había probado con éxito en una cámara de gas construida en la prisión abandonada de la ciudad de Brandeburgo. En diciembre de 1940 Grafeneck fue sustituido por el centro de exterminio nazi de Hadamar.
Algunos de los familiares que habían recibido la carta en la que se les decía que su ser querido había fallecido súbitamente intentaron averiguar que había pasado en realidad y viajaron hasta Grafeneck. Su experiencia fue contada por William Shirer, corresponsal de la cadena de radio estadounidense CBS, en su Diario de Berlín, publicado en 1941, tras haber abandonado la Alemania nazi en diciembre del año anterior. En la anotación del diario del 25 de noviembre de 1940 se decía lo siguiente:

Algunos de ellos, después de recibirla [la carta], han viajado al solitario castillo de Grafeneck, según parece, para hacer unas cuantas indagaciones. Allí han encontrado el lugar vigilado por hombres con el uniforme negro de las SS, que les han prohibido la entrada. Señales recién pintadas en todas las carreteras y caminos que conducen a la desolada finca anunciaban: Seuchengefahr! ('¡No pasar!¡Peligro de epidemia!'). Campesinos espantados que viven allí cerca me han contado cómo de pronto los hombres de las SS ocuparon el lugar y acordonaron la finca. Afirman haber oído camiones en los terrenos del castillo, pero solo de noche. Me aseguraron que Grafeneck jamás había sido empleado antes como hospital.
Me dicen que otros familiares han solicitado detalles en las instalaciones de Hartheim, cerca de Linz. Les han dicho que desistieran y que, si hablaban, se enfrentarían a duros castigos.